# Pongamiopsis amygdalina
Pongamiopsis amygdalina là một loài loài thực vật họ Đậu (Fabaceae).
Loài này chỉ có ở Madagascar.